# Pilbara
Pilbara är en region i norra Western Australia. Befolkningen finns i huvudsak i den västligaste tredjedelen av regionen. Där finns städerna Karratha, Port Hedland, Wickham, Newman och Marble Bar. Den östligaste tredjedelen består av öken, och är förutom ett fåtal aboriginer obefolkat.
Regionens ekonomi domineras av gruv- och oljeindustrin. I gruvorna utvinns främst järnmalm och mangan. Även turistnäringen är av betydelse.
Regionen omfattar fyra lokala förvaltningsområden:
- Ashburton Shire
- East Pilbara Shire
- Port Hedland Town
- Roebourne Shire